# جان ويليس
جان ويليس (بالإنجليزية: Jan Willis)‏ هي فيلسوفة أمريكية، ولدت في 1948.